# Гіпоспадія
Гіпоспаді́я — вада розвитку, яка характеризується завершенням уретри в нетиповому місці, і/або відсутністю задньої стінки сечовипускального каналу в його дистальних відділах. Буває як у хлопчиків, так і у дівчаток (значно рідше).
У хлопчиків — це друга за поширеністю вроджена аномалія репродуктивної системи, яка вражає приблизно одного з 250 чоловіків при народженні., значна частина з яких коригується хірургічними засобами у ранньому дитинстві. Форма пенісу при стовбуровій гіпоспадії деформована, з вигином.

## Види
Розрізняють гіпоспадію, щодо статі:
- чоловічу
- жіночу

Анатомічно:
- голівкову гіпоспадію;
- стовбурову гіпоспадію;
- калиткову гіпоспадію;
- промежинну гіпоспадію (найважча форма).

Гіпоспадія у жінок (дефект задньої стінки сечівника і передньої стінки вагіни, при якому зовнішній отвір сечівника відкривається в порожнину вагіни):
- Часткова
- Повна
- Повна з нетриманням сечі

Деякі автори вважають, що захворювання, описане як жіноча гіпоспадія, необхідно трактувати як дефект уретровагінальної перетинки.

## Діагностика
Пеніс при гіпоспадії зазвичай має характерний вигляд. Мало того, що меатус (сечовивідний отвір) розташований нижче, ніж зазвичай, крайня плоть також часто розвинена лише частково, вона недостатньо розвинута (довга), щоб б закривати голівку з нижньої сторони, через що голівка має вигляд каптура. Проте, новонароджені з частковим (неповним) розвитком крайньої плоті не обов'язково мають гіпоспадію, оскільки деякі мають прохід у звичайному місці з закритою крайньою плоттю, що називається  «гіпоспадія без гіпоспадії» («хорда без гіпоспадії»).
В інших випадках крайня плоть (лат. prepucium) типова, а гіпоспадія прихована. Це називається «мегамеатус з непошкодженою крайньою плоттю». Захворювання виявляється під час обрізання новонародженого або пізніше в дитинстві, коли крайня плоть починає втягуватися. Новонародженому з типовою крайньою плоттю та прямим статевим членом, у якого після початку обрізання виявили гіпоспадію, обрізання можна завершити без загрози відновлення гіпоспадії.

## Лікування
Якщо гіпоспадія розглядається як генітальна неоднозначність у дитини, стандарт лікування Всесвітньої організації охорони здоров'я полягає в тому, щоб відкласти хірургічне втручання, доки дитина не досягне достатнього віку, щоб брати участь у інформованій згоді, за винятком випадків, коли потрібна екстрена операція, оскільки у дитини не має сечового отвору. Гіпоспадія не є серйозним захворюванням. Сечовий отвір, який не оточений тканиною головки, швидше за все, «розбризкує» сечу, що може змусити людину сісти щоб помочитися, тому що вона не може надійно стояти та «влучати» в унітаз. Хорда (урологія) є окремим захворюванням, але там, де це відбувається, викривлення статевого члена вниз може бути достатнім, щоб ускладнити статеве проникнення. З цих чи інших причин люди з гіпоспадією можуть вибрати уретропластику, хірургічне розширення уретри за допомогою трансплантата шкіри.
У осіб чоловічої статі при стовбуровій гіпоспадії — оперативне втручання найчастіше двоетапне, починаючи з 1 річного віку:
- випрямлення пенісу
- відтворення нормального сечовипускного каналу (уретропластика).

Хірургічне втручання може подовжити сечовивідний канал до кінця статевого члена, випрямити вигин та/або змінити крайню плоть (шляхом обрізання або зміни її зовнішнього вигляду, щоб виглядати більш типово («препуціопластика»), залежно від бажання пацієнта. При уретропластиці рівень невдач дуже різний: приблизно від 5 % для найпростішого відновлення пошкодженої нормальної уретри досвідченим хірургом та аж до 15-20 %, коли букальний трансплантат з внутрішньої частини рота можна використовувати для подовження уретри, щоб закрити 50 %, коли трансплантат уретральних трубок побудований з іншої шкіри.
Коли гіпоспадія поширена — третій ступінь (пенісокротальна), або пов'язана з розбіжностями в статевому розвитку, такими як хорда або крипторхізм, найкращим лікуванням може бути більш складне рішення. Світовий стандарт (ООН і ВООЗ) забороняє несуттєві операції для створення «нормального» вигляду без інформованої згоди пацієнта, а Американська академія педіатрії наразі рекомендує, але не вимагає того самого стандарту. У підручнику з педіатричної допомоги AAP сказано, що «визначення статі у пацієнтів із неоднозначністю геніталій має здійснюватися лише після ретельного дослідження міждисциплінарною командою; рішення про хірургічне втручання все частіше відкладаються, доки дитина не зможе брати участь у процесі прийняття рішень». Необхідно провести оцінку каріотипу та ендокринної системи, щоб виявити міжстатеві стани або дефіцит гормонів, які становлять серйозний ризик для здоров'я (наприклад, втрата солі). Якщо статевий член маленький, можна зробити ін'єкції тестостерону або хоріонічного гонадотропіну людини (ХГЛ) за згодою, щоб збільшити його перед операцією, якщо це збільшить шанси на успішне відновлення уретри.
Хірургічне лікування важкої гіпоспадії може вимагати кількох процедур (етапів) і трансплантації слизової оболонки. Препуціальна шкіра часто використовується для трансплантації, тому перед відновленням слід уникати обрізання.

### Ускладнення
У пацієнтів із важкою гіпоспадією хірургічне втручання часто призводить до незадовільних результатів, таких як рубці, викривлення або утворення уретральних нориць, дивертикулів або стриктур. Нориця — це небажаний отвір у шкірі вздовж уретри, що може призвести до підтікання сечі або ненормального потоку. За останні роки в центрах з найбільшим досвідом повідомлялося про зниження частоти ускладнень навіть при пластиці третього ступеня (наприклад, частота нориць нижче 5 %) Дивертикул — це «вихід» слизової оболонки уретри, який перешкоджає потоку сечі та може призвести до підтікання сечі в постуринації. Стриктура — це досить сильне звуження уретри, яке перешкоджає кровотоку. За останні роки в центрах з найбільшим досвідом повідомлялося про зниження частоти ускладнень навіть при пластиці третього ступеня (наприклад, частота нориць нижче 5 %). Проте, типові ускладнення уретропластики при важкій гіпоспадії можуть призвести до тривалих хірургічних циклів невдач і відновлення, а побічні ефекти можуть включати втрату статевої або сечовивідної функцій. Дослідження показують, що відсоток невдач є вищим, коли уретропластика коригує вроджений стан, а не хворобу чи травму, тому пацієнти та сім'ї, які розглядають операцію з приводу гіпоспадії, повинні мати реалістичні очікування щодо ризиків і переваг.

## Результати
Проблеми, які можуть виникнути, включають невеликий отвір у сечовивідному каналі нижче проходу, який називається норицею. Головка статевого члена, яка відкрита при народженні у дітей з гіпоспадією і закрита навколо сечовивідного каналу під час операції, іноді знову відкривається, відоме як розрив головки. Новий сечовий отвір може утворювати рубці, що призведе до стенозу тканин, або внутрішні рубці можуть створити стриктуру, що спричиняє часткову блокування сечовипускання. Якщо новий сечовий канал здувається під час сечовипускання, у дитини діагностується дивертикул.
Більшість ускладнень виявляється протягом шести місяців після операції, хоча іноді вони не виявляються протягом багатьох років. Загалом, коли після відновлення в дитинстві ніяких проблем не спостерігається, нові ускладнення, що виникають після статевого дозрівання, є рідкістю. Однак деякі проблеми, які не були належним чином виправлені в дитинстві, можуть стати більш вираженими, коли статевий член росте в період статевого дозрівання, наприклад, залишкове викривлення статевого члена або розбризкування сечі внаслідок розриву відновлення на голівці статевого члена.

## Дорослі
У той час як більшість гіпоспадій лікують в дитинстві, іноді, дорослі бажають операції через бризки сечі або незадоволення зовнішнім виглядом.
Пряме порівняння результатів хірургічного лікування у дітей і дорослих виявило однакові результати, і дорослі можуть пройти лікування гіпоспадії або повторні операції з хорошими очікуваннями на успіх.